# Scriabine (groupe)
Pour les articles homonymes, voir Scriabine (homonymie).
Scriabine (en ukrainien : Скрябін) est un groupe de rock ukrainien, originaire de Novoyavorivsk. Formé en 1989, son chanteur était Andriy Kuzmenko jusqu'à son décès le 2 février 2015. Le groupe a exploré plusieurs genres musicaux, de la new wave au pop rock, en passant par le post-punk et la techno.

## Biographie

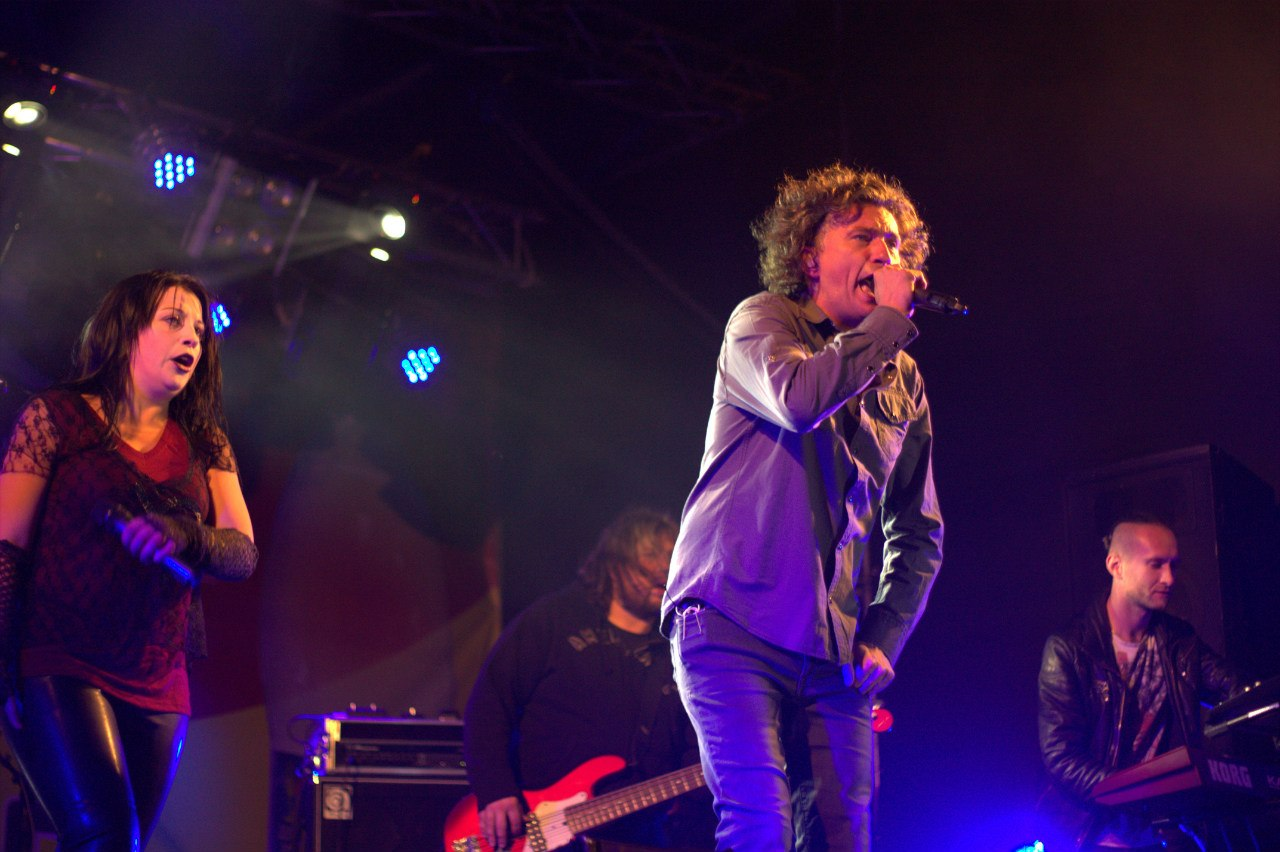
Scriabine en 2014.

L'un des morceaux du groupe, Lyudy Yak Korabli (ukrainien : Люди Як Кораблі) sorti en 2005, passe 39 semaines (fin 2007) au top 40 du FDR Radiocenter, et qui est diffusé à la radio en mai 2002. 
En février 2006, Stari Fotohrafiyi (ukrainien : Старі Фотографії) débute premier des charts, et Padai (ukrainien : Падай) entre de la même manière dans le top trois mois plus tard. Le groupe est nommé « meilleur groupe pop » en 2006 aux ShowBiz Awards qui se déroulent au National Opera House of Ukraine de Kiev.
Le 2 février 2015, le chef du groupe, Andriy Kuzmenko, meurt dans un accident de voiture près du village de Lozovatka, district de Kryvyï Rih, région de Dnipropetrovsk. Le 4 février, le groupe donne un concert d'adieu à Lviv. Andrew est enterré le 5 février au cimetière de Bryukhovitsy, près de Lviv. Le 20 mai, un concert-hommage dédié à la mémoire d'Andriy est donné à Kiev.

## Discographie
- 1989 — Чуєш біль
- 1992 — Мова риб
- 1993 — Технофайт
- 1995 — Птахи
- 1997 — Мова риб
- 1997 — Казки
- 1999 — Хробак
- 1999 — Еутерпа
- 1999 — Технофайт 1999
- 2000 — Модна країна
- 2001 — Стриптиз
- 2002 — Озимі люди
- 2003 — Натура
- 2005 — Танго
- 2006 — Гламур
- 2007 — Про любов?
- 2009 — Моя еволюція
- 2012 — Радіо Любов
- 2013 — Добряк
- 2014 — 25
- 2015 — Кінець фільму